# Sinophorus petiolatus
Sinophorus petiolatus är en stekelart som beskrevs av Sanborne 1984. Sinophorus petiolatus ingår i släktet Sinophorus och familjen brokparasitsteklar. Inga underarter finns listade i Catalogue of Life.